# ハリナ・コノパッカ
ハリナ・コノパッカ（ポーランド語: Halina Konopacka、1900年2月26日 - 1989年1月28日）は、ポーランドの陸上競技選手である。彼女は円盤投の選手として知られ、オリンピックにおいてポーランド史上初の金メダルを獲得した。

## 経歴
コノパッカは、1928年にオランダのアムステルダムで開催された第9回オリンピック競技大会に出場した。この大会の女子円盤投において、彼女は自身の持つ世界記録を更新する投擲で金メダルを獲得した。この金メダルは、女子陸上競技における初のオリンピック金メダルであると同時に、ポーランドにとってオリンピック史上初の金メダルという歴史的な快挙であった。

## その後の人生
競技引退後、コノパッカはスポーツ関連の活動に留まらず、芸術や文化活動にも貢献した。彼女は詩人としても才能を発揮し、いくつかの著作を残している。第二次世界大戦中は、ポーランド政府の関係者として、金準備の疎開にも関与したとされる。戦後はアメリカ合衆国に移住し、同地でその生涯を閉じた。